# Кільцеві структури

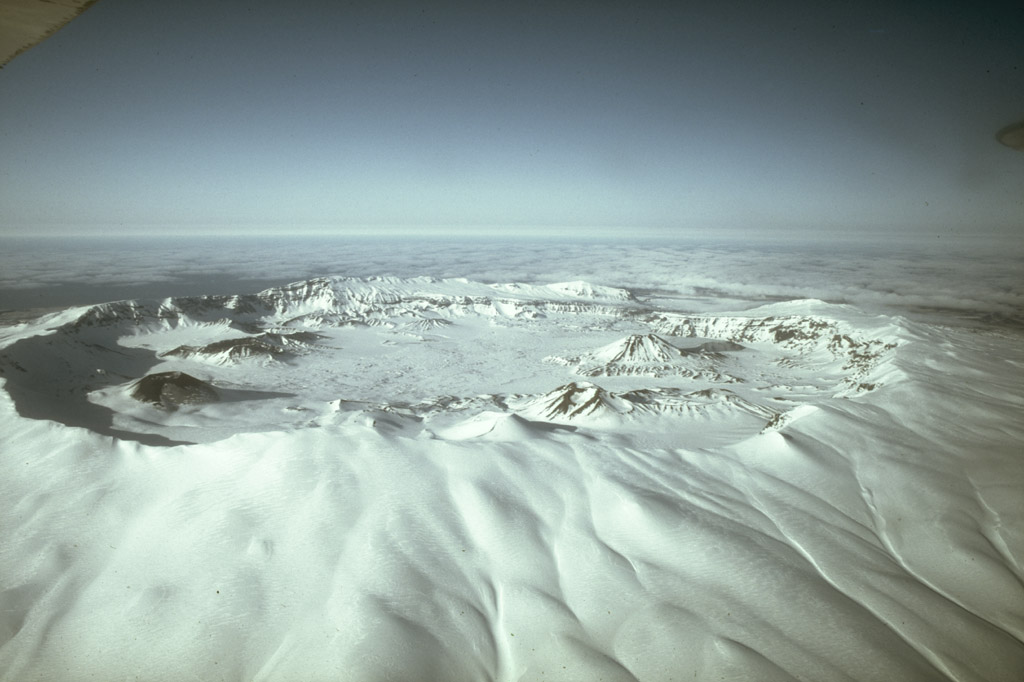
Кальдера вулкану Окмок на острові Умнак, Алеутські острови.

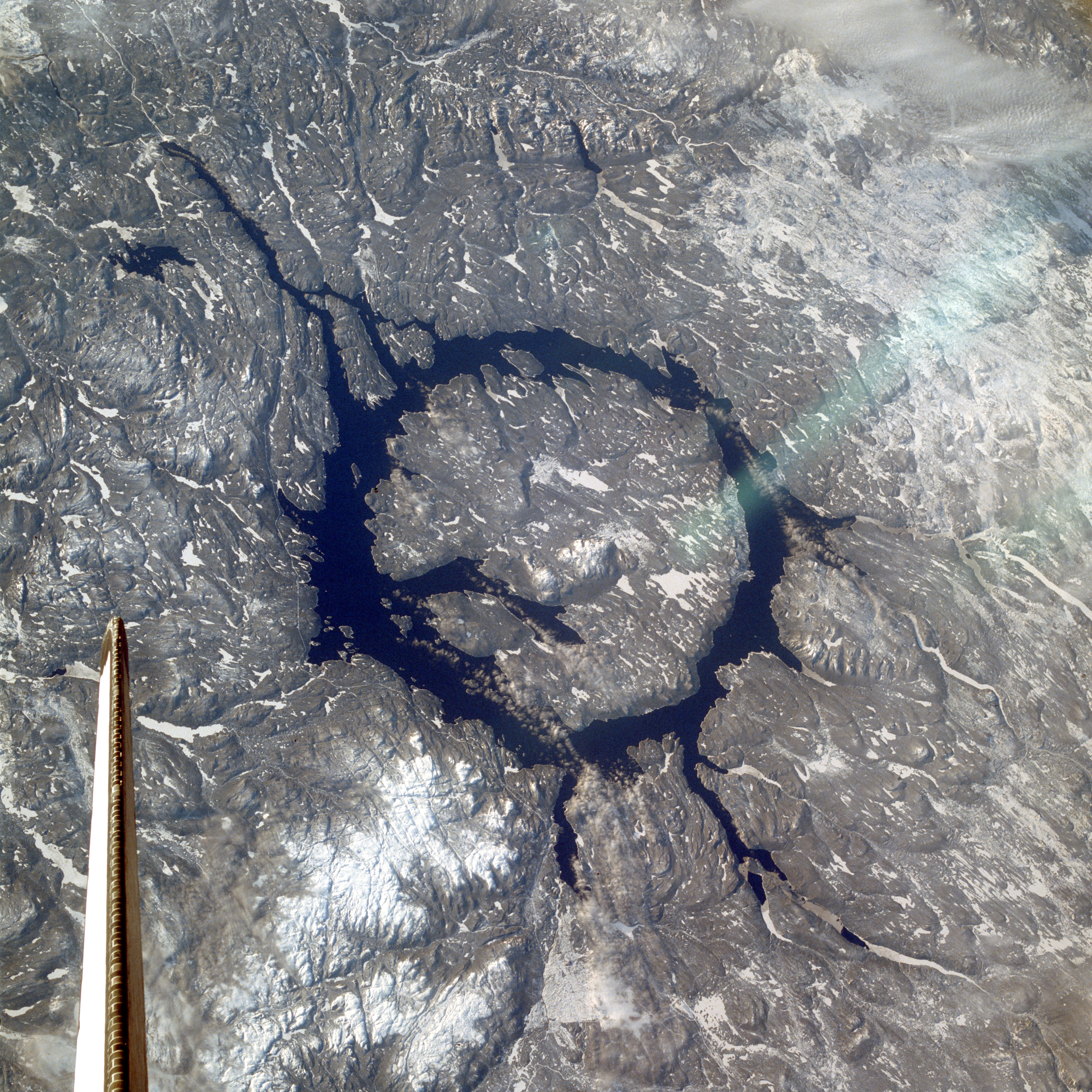
Кратер Манікуаган імпактного походження, заповнений водами озера Манікуаган, Квебек.

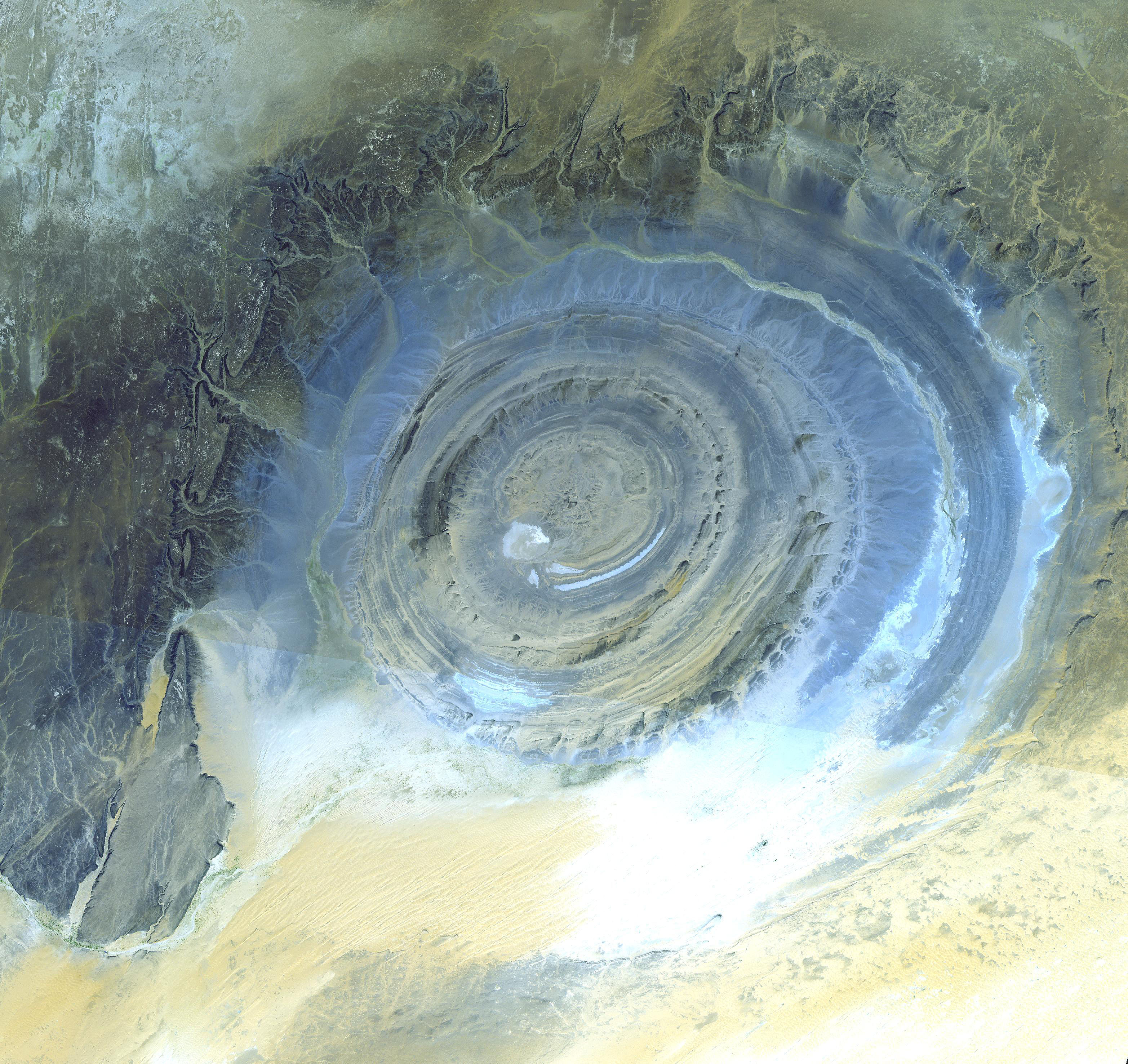
Кільцева структура у Сахарі Ришат невідомого генезису.

Кільцеві структури (рос. кольцевые структуры, англ. ring structures, нім. Ringstrukturen f pl) — геологічні утворення в плані кільцевої, округлої або овальної форми в кам'яній оболонці Землі та інших планетних тіл. Встановлюються загалом шляхом геологічного дешифрування космічних та аеровисотних знімків земної поверхні.

## Генетична класифікація
Кільцеві структури — різнорідні за генезисом і формою проявів на знімках геологічні об'єкти з центральною симетрією. Запропонована велика кількість класифікацій кільцевих структур. Загальноприйнято розділяти такі структури на:
- Тектонічні розділяють на позитивні (склепіння і куполи) і негативні (западини і мульди). До цього ж типу належать розриви і зони тріщин кільцевої і дугової форм в плані.
- Магматичні. Серед них виділяють структури, зумовлені нерозкритими або частково розкритими інтрузивними масивами, інтрузіями округлої форми або концентричної будови з ореолами контактово-змінених порід. Деякі структури відповідають кільцевим дайковим комплексам. У полях розвитку вулканічниз порід кільцеві структури виражені системою кільцевих і дугових тріщин біля вулканів центрального типу, кальдерами, вулкано-тектонічними підняттями і депресіями.
- Метаморфічні включають граніто-гнейсові куполи і овали.
- Імпактні або астроблеми, генеза яких до кінця не з'ясована — можливе як їх метеоритне походження, так і геологічне. До них належить більшість кільцевих структур, планетних тіл земної групи.

Окремою ланкою стоять гігантські кільцеві структури, так звані нуклеари діаметром у сотні і тисячі км, сформовані приблизно на ранніх стадіях утворення земної кори, можливо, під дією інтенсивного метеоритного бомбардування при завершенні акреції.

## Геологія корисних копалин
З вивченням кільцевих структур пов'язано виявлення невідомих раніше закономірностей у їх розміщенні, в тому числі компактного характеру над нерозкритими інтрузивними масивами, низькотемпературного оруднення, пов'язаного з вулкано-тектонічними кільцевими структурами, зональності оруднення по відношенню до кільцевих структур нуклеарної природи. Великі структури (або концентри) можуть відігравати важливу роль в локалізації зон нафтогазового накопичення і окремих родовищ нафти і газу. Тектонічні кільцеві структури часто служать індикаторами малоамплітудних піднять у платформених областях, перспективних щодо нафтогазоносності.